# Луцерн
Луцерн (фр. Lucerne, итал. Lucerna) је седми по величини град у Швајцарској. Град је седиште истоименог кантона Луцерн, као и његов највећи град и културно и привредно средиште.
Луцерн се сматра средиштем средишње Швајцарске.

## Природне одлике
Луцерн се налази у средишњем делу Швајцарске. Од најближег већег града, Цириха град је удаљен 55 km јужно, а од главног града Берна 110 km источно.
Рељеф: Луцерн се налази на истоименом Луцернском језеру, на надморској висини од око 430 m.</ref> Град се образовао на месту где река река Ројс истиче из језера. Изнад града се стрмо издижу Алпи, који се овде називају Луцернским Алпима. Најближа граду јесте планина Пилатус.
Клима: Клима у Луцерну је оштрија варијанта умерено континенталне климе због окружености града високим Алпима.
Воде: Луцерн се налази на Луцернском језеру, једном од највећи језера у држави. Град се образовао на месту где река Ројс истиче из језера.

## Историја
Подручје Луцерна било је насељено још у време праисторије и Старог Рима, али није имало изразитији значај.
Током раног средњег века подручје данашњег града населили су германско племе Алемани. У 8. веку бенедиктинци су подигли манастир на овом месту, касније назван Луцијарија. Из овог назива је изведен назив данашњег града. Око манастира се у следећим вековима изродило насеље, које током 12. века добија назнаке града, да би градска права стекло 1290. г.
Године 1291. тадашње војводство Луцерн са неколико мањих војводстава у окружењу је основало Швајцарску конфедерацију. Град је имао веома важну улогу у даљем ширењу конфедерације.
За разлику од других већих градова данашње Швајцарске градско становништво није примило протестантску веру и остало је одано Ватикану. Захваљујући овоме град је доминирао током следећа два века, али је почетком 18. века, са јачањем протестантских снага изгубио овај положај и стагнирао два века.
Током 19. века Луцерн се почиње полако развијати и јачати економски. Ово благостање се задржало до дан-данас.

## Становништво
| Година       |
| Становништво |
| ------------ |

Године 2008. Луцерн је имао око 76.000 становника или 3 пута више него на почетку прошлог века.
Језик: Швајцарски Немци чине традиционално становништво града и немачки језик је званични у граду и кантону. Међутим, градско становништво је током протеклих неколико деценија постало веома шаролико, па се на улицама Луцерна чују бројни други језици. Тако данас немачки говори 84,5% градског становништва, а прате га италијански и српскохрватски језик.
Вероисповест: Месни Немци су од давнина римокатолици. Међутим, последњих деценија у граду се знатно повећао удео других вера. Данашњи верски састав града је: римокатолици 60,0%, протестанти 15,5%, атеисти 10,6%, муслимани 3,1%.

## Привреда
Луцерн је некада важио за велики индустријски град не само за дати кантон него и за целу Швајцарску. Међутим, протеклих деценија индустрија се постепено повукла пред услужним и управним делатностима.
Град Луцерн је веома важан и прометно саобраћајно чвориште за људе и робу који путују ка унутрашњости Швајцарске. Кроз Луцерн пролази више ауто-путева, па је Луцерн добро повезан са другим градовима Швајцарске. Постоји и веома велика железничка станица у граду. Готово сви возови који путују од истока ка западу стају у Луцерну. У близини железничке станице налази се веома познати Швајцарски саобраћајни музеј. Он је најпосећенији музеј у Швајцарској и има велику колекцију аутомобила, бродова, авиона и возова.

## Знаменитости града
Луцерн је веома важно туристичко одредиште. Сваке године много туриста посети Луцерн, а највише из Азије. Они често долазе да виде стари дрвени мост, тзв. „Капелански мост“ (Капелбрике), који је изграђен у средњом веку. Поред тога, ту се налази и веома добро очувано старо градско језгро, познато по кућама са осликаним фасадама.
Важна туристичко одредиште је и планина Пилатус, где, на врху планине, постоји ресторан са врло лепом погледом на целу средишњу Швајцарску и град са околином.
- Приобаље старог дела Луцерна
- Исусовачка црква, најстарија барокна црква у држави
- Стари дрвени водоторањ и Капелански мост
- Швајцарски саобраћајни музеј

## Партнерски градови
- Guebwiller
- Борнмут
- Ћешин
- Оломоуц
- Чикаго
- Потсдам